# Países Bajos en los Juegos Paralímpicos de Toronto 1976
Los Países Bajos estuvieron representados en los Juegos Paralímpicos de Toronto 1976 por un total de 58 deportistas, 41 hombres y 17 mujeres.

## Medallistas
El equipo paralímpico neerlandés obtuvo las siguientes medallas:
| Nombre                                                          | Deporte       | Evento                                    |
| --------------------------------------------------------------- | ------------- | ----------------------------------------- |
| Oro                                                             |               |                                           |
| Thea Engelbertink                                               | Atletismo     | Disco D femenino                          |
| Thea Engelbertink                                               | Atletismo     | Jabalina D femenino                       |
| Ruud Broeckhuysen                                               | Atletismo     | Salto de altura E masculino               |
| J. F. G. Weyers                                                 | Atletismo     | Jabalina 2 masculino                      |
| Ruud Broeckhuysen                                               | Atletismo     | Pentatlón E masculino                     |
| Jose Evertsen                                                   | Natación      | 50 m braza E femenino                     |
| Jose Evertsen                                                   | Natación      | 50 m espalda E femenino                   |
| Jose Evertsen                                                   | Natación      | 50 m libre E femenino                     |
| Jose Evertsen                                                   | Natación      | 50 m mariposa E femenino                  |
| Jose Evertsen                                                   | Natación      | 200 m estilos E femenino                  |
| Marijke Ruiter                                                  | Natación      | 50 m mariposa 5 femenino                  |
| Marijke Ruiter                                                  | Natación      | 100 m braza 5 femenino                    |
| Marijke Ruiter                                                  | Natación      | 100 m espalda 5 femenino                  |
| Marijke Ruiter                                                  | Natación      | 100 m libre 5 femenino                    |
| Marijke Ruiter                                                  | Natación      | 150 m estilos 5 femenino                  |
| Lidia ter Beek                                                  | Natación      | 100 m braza 6 femenino                    |
| Lidia ter Beek                                                  | Natación      | 100 m espalda 6 femenino                  |
| Lidia ter Beek                                                  | Natación      | 100 m libre 6 femenino                    |
| Lidia ter Beek                                                  | Natación      | 150 m estilos 6 femenino                  |
| Henny Hilberink                                                 | Natación      | 25 m braza 1B femenino                    |
| Henny Hilberink                                                 | Natación      | 25 m espalda 1B femenino                  |
| Henny Hilberink                                                 | Natación      | 25 m libre 1B femenino                    |
| Lia Duine                                                       | Natación      | 25 m libre 2 femenino                     |
| Lia Duine                                                       | Natación      | 25 m mariposa 2 femenino                  |
| Lia Duine                                                       | Natación      | 75 m estilos 2 femenino                   |
| Marianne Kortekaas                                              | Natación      | 100 m braza A femenino                    |
| Marianne Kortekaas                                              | Natación      | 100 m libre A femenino                    |
| Jeanne de Backer Lidia ter Beek Marijke Ruiter                  | Natación      | 3 × 100 m estilos clase abierta femenino  |
| Riekie Adelerhof Jeanne de Backer Lidia ter Beek Marijke Ruiter | Natación      | 4 × 100 m estilos clase abierta femenino  |
| Lia Duine Joke Fokkinga Ineke Mol                               | Natación      | 3 × 50 m estilos 2-4 femenino             |
| Riekie Adelerhof Lia Duine Joke Fokkinga Ineke Mol              | Natación      | 4 × 50 m libre 2-5 femenino               |
| Frits Hildebrandt                                               | Natación      | 50 m braza F masculino                    |
| Frits Hildebrandt                                               | Natación      | 50 m espalda F masculino                  |
| Frits Hildebrandt                                               | Natación      | 50 m libre F masculino                    |
| Frits Hildebrandt                                               | Natación      | 150 m estilos F masculino                 |
| Jacques Bakx                                                    | Natación      | 50 m espalda D1 masculino                 |
| Jacques Bakx                                                    | Natación      | 150 m estilos D1 masculino                |
| Martin Kers                                                     | Natación      | 50 m mariposa E masculino                 |
| Martin Kers                                                     | Natación      | 200 m estilos E masculino                 |
| Karel Hanse                                                     | Natación      | 100 m braza D masculino                   |
| Karel Hanse                                                     | Natación      | 200 m estilos D masculino                 |
| Henk Legebeke                                                   | Natación      | 100 m espalda 6 masculino                 |
| Irene Schmidt                                                   | Tenis de mesa | Individual 4-5 femenino                   |
| Gerda Becker Irene Schmidt                                      | Tenis de mesa | Equipo 4-5 femenino                       |
| Hans Pimmelar                                                   | Tiro con arco | Ronda FITA tetraplejia A-C masculino      |
| Plata                                                           |               |                                           |
| C. van der Vis-Morel                                            | Atletismo     | Jabalina de precisión 1C-5 femenino       |
| Thea Engelbertink                                               | Atletismo     | Peso D femenino                           |
| Ruud Broeckhuysen                                               | Atletismo     | Jabalina E masculino                      |
| Ruud Broeckhuysen                                               | Atletismo     | Salto de longitud E masculino             |
| J. Stam                                                         | Atletismo     | Jabalina C masculino                      |
| Lia Duine                                                       | Natación      | 25 m braza 2 femenino                     |
| Lia Duine                                                       | Natación      | 25 m espalda 2 femenino                   |
| Joke Fokkinga                                                   | Natación      | 50 m espalda 4 femenino                   |
| Riekie Adelerhof                                                | Natación      | 100 m espalda 5 femenino                  |
| Marianne Kortekaas                                              | Natación      | 100 m espalda A femenino                  |
| Lidia ter Beek                                                  | Natación      | 100 m mariposa 6 femenino                 |
| Jacques Bakx                                                    | Natación      | 50 m braza D1 masculino                   |
| Jacques Bakx                                                    | Natación      | 50 m libre D1 masculino                   |
| Martin Kers                                                     | Natación      | 50 m espalda E masculino                  |
| Martin Kers                                                     | Natación      | 50 m libre E masculino                    |
| Karel Hanse                                                     | Natación      | 100 m espalda D masculino                 |
| Karel Hanse                                                     | Natación      | 100 m libre D masculino                   |
| Henk Legebeke                                                   | Natación      | 100 m braza 6 masculino                   |
| Henk Legebeke                                                   | Natación      | 150 m estilos 6 masculino                 |
| Gerrit Pomp                                                     | Natación      | 25 m espalda 2 masculino                  |
| B. Tenniglo                                                     | Natación      | 100 m espalda C masculino                 |
| H. G. Heynen                                                    | Natación      | 100 m libre 5 masculino                   |
| Harry Lamberts                                                  | Natación      | 100 m mariposa 6 masculino                |
| H. G. Heynen Harry Lamberts Johan Levestone                     | Natación      | 3 × 100 m estilos clase abierta masculino |
| Gerda Becker                                                    | Tenis de mesa | Individual 4-5 femenino                   |
| Bronce                                                          |               |                                           |
| E. H. Roek                                                      | Atletismo     | 100 m 5 masculino                         |
| P. H. van der Vis                                               | Atletismo     | 200 m 3 masculino                         |
| J. Stam                                                         | Atletismo     | Jabalina de precisión C masculino         |
| P. Blanker P. Popkema                                           | Dartchery     | Dobles clase abierta masculino            |
| Jeanne de Backer                                                | Natación      | 100 m espalda 5 femenino                  |
| Riekie Adelerhof                                                | Natación      | 150 m estilos 5 femenino                  |
| Gerrit Pomp                                                     | Natación      | 25 m braza 2 masculino                    |
| Gerrit Pomp                                                     | Natación      | 75 m estilos 2 masculino                  |
| Harry Lamberts                                                  | Natación      | 100 m braza 6 masculino                   |
| Harry Lamberts                                                  | Natación      | 100 m libre 6 masculino                   |
| E. Plevier                                                      | Natación      | 50 m espalda 4 masculino                  |
| H. G. Heynen Harry Lamberts Henk Legebeke J. Oostenbroek        | Natación      | 4 × 100 m estilos clase abierta masculino |
| J. Meursing                                                     | Tenis de mesa | Individual 2 masculino                    |
| P. Blanker P. Popkema M. Senders                                | Tiro con arco | Ronda FITA por equipos 2-5 masculino      |